# Glenea grandis
Glenea grandis é uma espécie de escaravelho da família Cerambycidae.  Foi descrito por Bernhard Schwarzer em 1929.  É conhecida a sua existência na Sumatra.